# Kolonia Kołłątaja
Kolonia Kołłątaja – kolonia w Polsce położona w województwie dolnośląskim, w powiecie legnickim, w gminie Chojnów, na drodze wojewódzkiej Chojnów – Lubin. Jest jedną z najmniejszych wsi gminy Chojnów.

## Historia
W latach 1975–1998 miejscowość administracyjnie należała do województwa legnickiego. Dawniej miejscowość należała do Chojnowa, jako ulica Kołłątaja. Po odłączeniu się oddalonej wsi, została połączona z Białą i została jej kolonią. Od niedawna kolonia jest osobną wsią.